# Ткаченко, Андрей Григорьевич
Андре́й Григо́рьевич Ткаче́нко (27 ноября 1908, Сокиринцы, Сребнянский район — 20 января 1989, Москва) — командир эскадрильи 49-го истребительного авиационного полка 8-й армии, капитан, Герой Советского Союза (1940).

## Биография
Родился 27 ноября 1908 года в селе Сокиринцы ныне Сребнянского района Черниговской области Украины в семье крестьянина. Украинец. Окончил 7 классов. Работал слесарем на станции Ромны.
В Красной Армии с 1928 года. В 1929 году окончил Ленинградскую военно-теоретическую школу лётчиков, а в 1931 году — Борисоглебскую военную школу лётчиков. Участник советско-финской войны 1939—1940 годов.
Командир эскадрильи 49-го истребительного авиационного полка капитан Андрей Ткаченко к марту 1940 года совершил 103 боевых вылета на разведку и штурмовку противника. Указом Президиума Верховного Совета СССР от 19 мая 1940 года «за образцовое выполнение боевых заданий командования на фронте борьбы с финской белогвардейщиной и проявленные при этом отвагу и геройство», капитану Ткаченко Андрею Григорьевичу присвоено звание Героя Советского Союза с вручением ордена Ленина и медали «Золотая Звезда».
Участник Великой Отечественной войны с июня 1941 года. Командовал 19-м истребительным авиационным полком. C 7 июля 1941 года 19-й истребительный авиационный полк входил в состав 7-го истребительного авиационного корпуса ПВО. Обороняя Ленинград, полк под командованием А. Г. Ткаченко выполнил 3145 боевых вылетов, провёл 415 воздушных боёв и уничтожил 116 самолётов противника. В боях с численно превосходящим противником погибли смертью храбрых 17 лётчиков и 13 лётчиков не вернулись с боевых заданий. Боевые потери материальной части составили 57 самолётов.
В 1942 году полк вёл боевые действия в составе Волховского, Воронежского и Юго-Западного фронтов.
В начале мая 1942 года полк перебазировался на аэродром Волгино Боровического района Ленинградской области, где выполнял функции учебно-тренировочного центра Волховского фронта с целью переучивания лётного состава на новую авиационную технику.
10 сентября 1942 года полк перебазировался на аэродром Люберцы и вошёл в состав 269-й истребительной авиационной дивизии. За 1942 год полк под командованием А. Г. Ткаченко выполнил 1312 боевых вылетов, в воздушных боях было сбито 46 самолётов противника, уничтожено большое количество живой силы и техники противника.
20 января 1943 года 19-й истребительный авиационный полк перебазировался с аэродрома Чкаловская на аэродром Журбицы и поступил в подчинение командующего 2-й воздушной армии 1-го Украинского фронта. В это время полк имел 39 экипажей, вооруженных самолётами Ла-5. В составе 2-й воздушной армии летчики полка в 39 воздушных боях сбили 47 самолётов противника и ещё 6 уничтожили на земле.
19-м истребительным авиационным полком майор А. Г. Ткаченко командовал до августа 1943 года. Затем много лет служил старшим инспектором Управления истребительной авиации Главного управления боевой подготовки Военно-воздушных сил Красной Армии.
После войны продолжал службу в рядах Советской Армии. С 1958 года полковник Ткаченко А. Г. — в запасе. Жил в городе-герое Москве. Работал экономистом-плановиком в ЦК ДОСААФ. Скончался 20 января 1989 года. Похоронен в деревне Образцово Щёлковского района Московской области.
Награждён тремя орденами Ленина, пятью орденами Красного Знамени, двумя орденами Отечественной войны 1-й степени, орденом Красной Звезды, медалями.

## Адреса
Москва
- Проживал по адресу улица Маршала Бирюзова, № 4 корп. 2. На доме установлена мемориальная доска.